# Jatrat, Chikodi
Jatrat là một làng thuộc tehsil Chikodi, huyện Belgaum, bang Karnataka, Ấn Độ.